# انفطار (فيزياء)

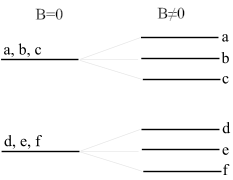
رسم يوضح تأثير زيمان. إلى اليسار في غياب مجال مغناطيسي خارجي يوجد مستويان للطاقة ، وتنفطر إلى 6 مستويات للطاقة في وجود مجال مغناطيسي (الشكل على اليمين).

 الانفطار في ميكانيكا الكم هو وجود حالات متعددة للطاقة في نظام كمومي تتميز جميعا بنفس الطاقة .
وبحسب درجة الانفطار يمكن وجود انفطار ثنائي أوثلاثي أو رباعي وهكذا.
وتختلف حالات الانفطار عن بعضها باختلاف قيمة أحد الخصائص الملحوظة، مثل عزم الدوران المداري للإلكترونات في الذرة أو العزم الدوران الكلي، حيث عزم الدوران الكلي هو جمع متجه لعزمي الدوران المداري وعزم الدوران المغزلي spin.
وينشأ الانفطار بسبب وجود تناظر في النظام الطبيعي . فتناظر حالات الدوران في الذرة مثلا ينشأ عنها الانفطار . ويمكن مشاهدة ذلك في تأثير زيمان عند التأثير على الذرة بمجال مغناطيسي ويحدث أنشقاق خطوط الطيف رغم امتلاكها لنفس الطاقة .
وعلى سبيل المثال أيضا وصف ذرة الهيدروجين بدون الحاجة لمراعاة تأثيرات النظرية النسبية الخاصة، نجد أن جميع الحالات منفطرة التي تنتمي لعدد الكم الرئيسي n.